# Conepatus mesoleucus
Conepatus mesoleucus é um mamífero carnívoro da família Mephitidae parente próximo dos zorrilhos, jaratatacas e cangambás e, assim como estes, conhecido pelo seu cheiro vindo de um líquido que ele secreta por glândulas anais encontradas em todos os membros da família. O odor forte serve para proteção contra predadores e o animal só irá utilizá-lo caso se sinta ameaçado.
Esse animal vive na América do Norte, desde o sul dos Estados Unidos passando pelo México até a Nicaragua. Possui 55-60 centímetros de comprimento e pelo preto e branco, sua dieta é onívora e constitui de invertebrados, plantas e pequenos répteis.